# Donald Pederson
Donald Oscar Pederson (* 30. September 1925 in Hallock (Minnesota); † 25. Dezember 2004 in Concord (Kalifornien))  war ein US-amerikanischer Elektroingenieur und Hochschullehrer an der  University of California, Berkeley. Er gilt als Pionier der Electronic Design Automation. Besonders bekannt wurde er als Mitentwickler des Schaltungssimulationsprogramms SPICE.
Pederson studierte ab 1943 am Iowa State College unterbrochen vom Wehrdienst als GI im Zweiten Weltkrieg in Deutschland bis 1946. Nach dem Krieg setzte er sein Studium an der North Dakota State University (damals North Dakota Agricultural College) fort mit dem Bachelor-Abschluss als Elektroingenieur 1948. Danach studierte er an der Stanford University mit dem Master-Abschluss 1949 und der Promotion bei Joseph M. Pettit (1916–1986) 1951. Er forschte dort am Electronics Research Lab. 1953 bis 1955 war er an den Bell Telephone Laboratories in Murray Hill in New Jersey und lehrte gleichzeitig am Newark College of Engineering. 1955 wurde er Assistant Professor in Berkeley und später Professor. 1960 bis 1964 war er Direktor des UC Berkeley Electronics Research Laboratory und war 1983 bis 1985 Dekan der Fakultät für Elektrotechnik. 1991 ging er in den Ruhestand. Er starb an Komplikationen aus der Parkinson-Krankheit.
Mit seinem Studenten Larry Nagel entwickelte er Anfang der 1970er Jahre das verbreitete Simulationsprogramm für analoge elektronische Schaltkreise SPICE.  Er war auch maßgeblich an der Etablierung des Entwurfs integrierter Schaltkreise als akademisches Fach beteiligt, zum Beispiel indem er in Berkeley eine Schaltkreisfabrik der Universität mit gründete.
1994 erhielt er die IEEE Centennial Medal, 1998 die IEEE Medal of Honor (für SPICE) und 1995 den Phil Kaufman Award. 2001 wurde in Berkeley das  Donald O. Pederson Center for Electronic Systems Design eröffnet. Pederson war Mitglied der National Academy of Sciences (seit 1982), der American Academy of Arts and Sciences (seit 1991) und der National Academy of Engineering.

## Schriften
- mit Kartikeya Marayam:  Analog integrated circuits for communication : principles, simulation, and design, Kluwer 1991, 2. Auflage Springer 2008